# Державний кордон Катару

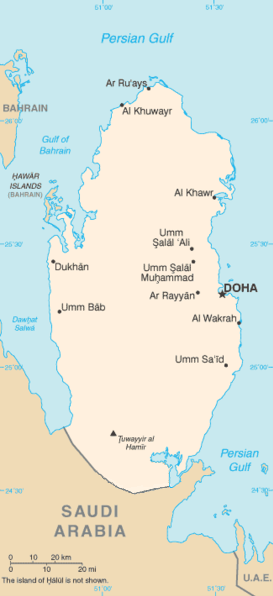
Карта Катару

Державний кордон Катару — державний кордон, лінія на поверхні Землі та вертикальна поверхня, що проходить по цій лінії, що визначають межі державного суверенітету Катару над власними територією, водами, природними ресурсами в них і повітряним простором над ними.

## Сухопутний кордон
Загальна довжина кордону — 87  км. Катар суходолом межує лише з однією  державою на півдні. Уся територія країни суцільна, тобто анклавів чи ексклавів не існує. 
Ділянки державного кордону
| Держава           | Ділянка | Довжина (км) | Прикордонні регіони | Примітки |
| ----------------- | ------- | ------------ | ------------------- | -------- |
| Саудівська Аравія | південь | 87           |                     |          |

## Морські кордони
Катар омивається водами Перської затоки Індійського океану. Загальна довжина морського узбережжя 563 км. Згідно з Конвенцією Організації Об'єднаних Націй з морського права (UNCLOS) 1982 року, протяжність територіальних вод країни встановлено в 12 морських миль (22,2 км). Прилегла зона, що примикає до територіальних вод, в якій держава може здійснювати контроль, необхідний для запобігання порушень митних, фіскальних, імміграційних або санітарних законів, простягається на 24 морські милі (44,4 км) від узбережжя (стаття 33). Виключна економічна зона встановлена на двостороннє узгоджену відстань за серединними лініями.